# Barhal Çayı
Der Barhal Çayı ist ein linker Nebenfluss des Çoruh in der nordosttürkischen Provinz Artvin.
Der Barhal Çayı entspringt am Südosthang des Kaçkar Dağı, des höchsten Berges des Ostpontischen Gebirges. Er fließt anfangs in östlicher Richtung an der Siedlung Yaylalar vorbei. Anschließend fließt er in einem Bogen, zuerst nach Norden, danach nach Osten und schließlich, östlich von Altıparmak, nach Süden. Schließlich erreicht der Fluss die Kleinstadt Yusufeli und mündet in den Çoruh. Der Barhal Çayı hat eine Länge von 60 km. 
Der mittlere Abfluss liegt bei 16 m³/s.
Der Barhal Çayı ist ein beliebter Wildwasserfluss für Rafting und Kajakfahrer. Die Stromschnellen weisen Schwierigkeitsgrade von II bis VI auf.
Mit der Errichtung der Yusufeli-Talsperre am Çoruh werden die unteren Kilometer des Barhal Çayı überflutet.